# Castoreum camphoratum
Castoreum camphoratum är en svampart som beskrevs av Trappe & Malajczuk 1988. Castoreum camphoratum ingår i släktet Castoreum och familjen Mesophelliaceae.   Inga underarter finns listade i Catalogue of Life.